# Libya superior

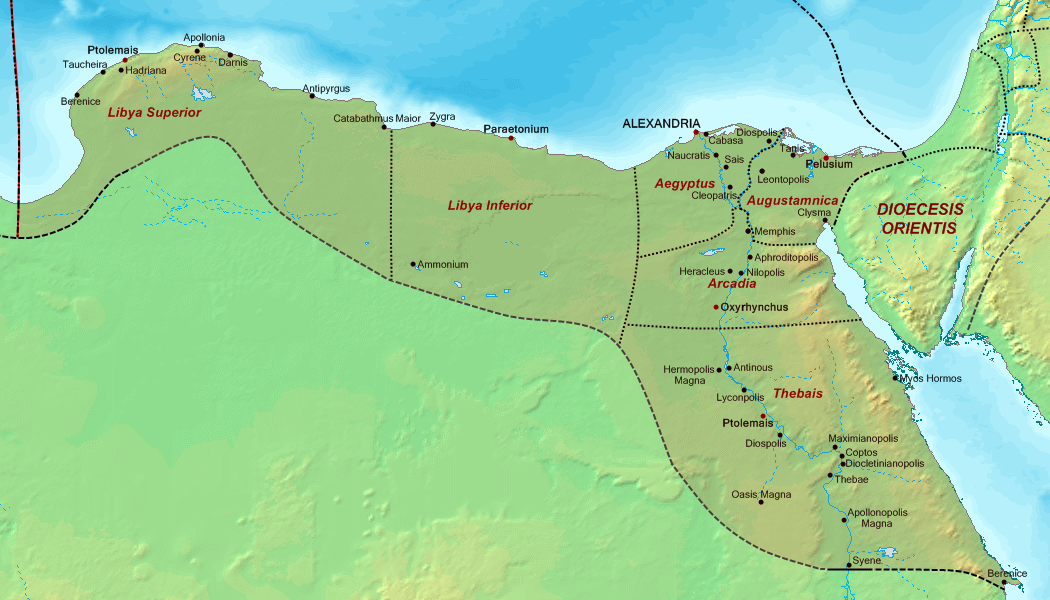
Lage von Libya superior im Westen der Dioecesis Aegypti

Libya superior war eine Provinz des Römischen Reiches in der Spätantike. Sie umfasste die Landschaft Kyrenaika im östlichen Libyen. Die Provinz wurde auch als Pentapolis bezeichnet. Provinzhauptstadt war zunächst Ptolemais und ab dem fünften oder frühen sechsten Jahrhundert Apollonia.
Libya superior entstand um 300 unter Diokletian, der im Zuge seiner Reichsreformen die Provinz Creta et Cyrene in die drei Provinzen Creta, Libya inferior und Libya superior einteilte. Militärisch unterstanden Libya inferior und Libya superior dem Dux von Ägypten, wurden aber später von der Provinz aus militärisch verwaltet und geschützt (Synesios, Briefe 95). Ein Dekret von Anastasius belegt eine Besatzung, die aus fünf Einheiten bestand. 
Die Provinzen wurden im Zuge der Reform zu Diözesen zusammengefasst, wobei Libya superior der Dioecesis Orientis angegliedert wurde. Um 380 teilte Theodosius die Provinzen Libya superior, Libya inferior, Thebais, Aegyptus, Arcadia und Augustamnica von der Dioecesis Orientis ab und richtete aus diesen Provinzen die Dioecesis Aegypti ein. Als Vicarius der neuen Diözese setzte er seinen Sohn Arcadius ein. Nach der Teilung des Römischen Reiches 395 blieb Libya superior als oströmische Provinz bestehen. 
Im 5. und 6. Jahrhundert erlebte die Provinz noch einmal eine Blüte. An vielen, selbst kleineren Orten, wie Gasr Silu oder Lamluda wurden Kirchen errichtet. 
Mit der Eroberung der Kyrenaika im Zuge der islamischen Expansion 643 erlosch die Provinz.